# Tetrazzini (gastronomia)
I Tetrazzini sono un piatto statunitense.

## Storia
I Tetrazzini prendono il nome dalla celebre cantante d'opera Luisa Tetrazzini, e si presume che furono ideati fra il 1908 e il 1910 da Ernest Arbogast del Palace Hotel di San Francisco, ove il soprano esordì negli USA al Tivoli Theater nei panni di Gilda del Rigoletto l'11 gennaio 1905. Secondo altre fonti, il piatto fu invece inventato al Knickerbocker Hotel di New York.
Il primo tomo che menziona i Tetrazzini al tacchino risulta essere Good Housekeeping, uscito nel mese di ottobre del 1908, ove viene dichiarato che un non meglio precisato "ristorante della quarantaduesima strada" lo preparava usando carne di tacchino, salsa alla panna, spaghetti, formaggio grattugiato, funghi a fette e pangrattato.
I Tetrazzini di pollo vennero successivamente popolarizzati dallo chef Louis Paquet.

## Caratteristiche
I Tetrazzini sono un piatto molto elaborato a base di pollo o tacchino a cubetti, funghi, salsa a base di burro o panna, formaggio e vino o sherry e pasta lunga che può trattarsi di linguine, spaghetti, o pasta all'uovo. L'alimento viene spesso guarnito con prezzemolo, pangrattato, mandorle, cipolle fritte in scatola o formaggio (o una combinazione di entrambi). I Tetrazzini possono essere cotti in forno in una casserole in modo che, a fine cottura, abbiano una crosta dorata.

## Varianti
Data la versatilità del piatto, molti degli ingredienti tradizionali usati per fare i Tetrazzini possono essere sostituiti con altri alimenti fra cui formaggi a piacere e altri tipi di pasta. Esistono inoltre delle ricette per preparare i Tetrazzini a base di tonno.
I Tetrazzini a volte vengono preparati usando creme o zuppe di funghi in scatola.